# Politica Luxemburgului
Marele Ducat de Luxemburg este o monarhie constituțională, cu sistem parlamentar de guvernare. În conformitate cu constituția din 1868, puterea executivă este exercitată de Marele Duce sau de Marea Ducesă, și de cabinet, constituit dintr-un prim-ministru și mai mulți miniștri. Marele Duce are puterea de a dizolva parlamentul și de a fixa alegeri anticipate.
Puterea legislativă aparține Camerei Dueputaților, aleasă direct pentru mandate de câte cinci ani. Un al doilea corp, "Conseil d'État" (Consiliul de Stat), format din 21 de cetățeni numiți de duce, are rol consultativ pentru Camera Deputaților în elaborarea legilor.
Marele ducat are trei tribunale inferioare (justices de paix; în Esch-sur-Alzette, în Luxemburg și în Diekirch), două tribunale districtuale (Luxemburg și Diekirch) și o Curte Superioară de Justiție (Luxemburg), care include Curtea de Apel și Curtea de Casație.
Există și un tribunal administrativ, o Curte Administrativă și o Curte Constituțională, toate în orașul Luxemburg. 
Luxemburg este un stat membru al Uniunii Europene, NATO, OCDE, Națiunilor Unite și a Benelux, reflectând consensul politic în favoarea integrării economice, politice și militare.